# Rozgonyi Ádám
Rozgonyi Ádám (Budapest, 1955. augusztus 4. –) magyar rendező, forgatókönyvíró.

## Életpályája
Szülei: Rozgonyi Iván és Szilágyi Éva. 1973-ban érettségizett az ELTE Trefort Ágoston Gyakorlóiskola diákjaként. 1973-1978 között az ELTE BTK hallgatója volt francia-művészettörténet-összehasonlító irodalomtörténet szakon. 1978-1980 között, valamint 1981-1985 között a Mafilm dramaturgja volt. 1980-1981 között Párizsban az École normale supérieure diákja volt. 1983-1987 között a Színház- és Filmművészeti Főiskola hallgatója volt tv- és filmrendező szakon. 1989-től tv-műsorokat, filmeket rendez. 1995 óta a Budapesti Kamaraszínház rendezője. 1997 óta színházi rendező is. 2006-ban doktorált. 2010 óta a Budapesti Kommunikációs és Üzleti Főiskola docense. 2015 óta a Barátok közt producere.

## Magánélete
1987-ben házasságot kötött Moys Krisztinával. Egy fiuk született: Dániel Márk (1988).

## Színházi munkái
A Színházi Adattárban regisztrált bemutatóinak száma: szerzőként: 2; rendezőként: 5.

### Szerzőként
- Szegény Lázár (1984, 2002)

### Rendezőként
- Szabó Illés: Telihold (1994)
- Albee: Három magas nő (1995)
- Dürrenmatt: Az öreg hölgy látogatása (1998)
- Görgey Gábor: Örömállam (2000)
- Sartre: Zárt tárgyalás (2008)

## Filmjei

### Forgatókönyvíróként
- Anna (1981)
- Hatásvadászok (1983)
- Városbújócska (1985)
- Egészséges erotika (1985)
- Képvadászok (1986)
- Linda (1986-1989)
- T.I.R. (1987)
- Laurin (1989)
- Angyalbőrben (1990-1991)
- Kisváros (1994-1997) (rendező is)
- Az öt zsaru (1998-1999) (rendező is)
- A kísértés (2007) (rendező is)

### Rendezőként
- Família Kft. (1991-1992)
- Istálló (1995)
- Barátok közt (1998-2006)
- Dűlők szolgái (2008)
- Marslakók (2012)

### Színészként
- Jób lázadása (1983)

### Producerként
- Barátok közt (2015-) (kreatív producer)